# 乌拉诺斯
烏拉諾斯（或译），從大地母親（蓋亞）的指端誕生。象徵希望與未來，並代表了天空。

## 傳說
烏拉諾斯和盖亞首先生下了十二位泰坦，即六个儿子和六个女儿，以及三位獨眼巨人，和三位百臂巨人。但是烏拉諾斯認為獨眼巨人和百臂巨人們長相怪異，不如泰坦那種正常的人形，於是出生沒多久就把他們打落地底。乌拉诺斯把自己的孩子独眼巨人和百臂巨人打入塔尔塔罗斯後，受难的孩子呻吟不已，蓋亞深感痛苦，所以请求其他的儿子起来反抗他们的父亲，搭救自己的兄弟。但他们都不敢，只有最小的克罗诺斯敢于起来反抗父亲。盖亚给他一把镰刀，让他埋伏起来，当烏拉諾斯和盖亞同床时，克罗诺斯用镰刀把他的陰莖砍下来，扔入大海，形成浪花从中生出阿芙蘿黛蒂。乌拉诺斯伤口流出的血，從精血中也生出了復仇女神（Ερινύες）、巨靈族（Γίγαντες）和桉木寧芙（Μηλιάδες Νύμφες）。烏拉諾斯跑回天空之中不再下來，天與地就此分開。離開前烏拉諾斯對克罗诺斯下一道詛咒，最後也驗證了（即阿特拉斯頂天的故事）。
遁回天空的烏拉諾斯並非就此罷休，他的精子仍時常落入大地之上，所以乾涸之地只要甘霖淋到就會生出植物。
夜神倪克斯也來關心，她同情烏拉諾斯的遭遇，於是生下了許多負面精神精靈。

## 影響
很多欧系语言将太陽系第七個行星天王星命名为“烏拉諾斯”，也是八大行星裡唯一以希臘神命名的行星。如：
- 丹麥語、德語、英語、芬蘭語、法語、荷蘭語、挪威語、羅馬尼亞語、瑞典語：
- 俄語、塞爾維亞語、烏克蘭語：
- 西班牙語、意大利語、葡萄牙語和世界語：
- 匈牙利語、波蘭語、斯洛維尼亞語：
- 愛爾蘭語：
- 愛沙尼亞語：
- 冰島語：
- 克罗地亚语：
- 拉脫維亞語：
- 立陶宛語：
- 斯洛伐克語：
- 威爾士語：
- 希腊语：

另外，該人物也是元素鈾（U, Uranium）的詞源。

## 相關影視作品

### 動漫
- 数码宝贝系列
  - 烏拉諾斯獸（ウラノスモン），數碼暴龍宇宙應用怪獸第49集中一隻擁有覺醒能力的神應用獸，為娛樂獸和偽裝獸應用合體後的姿態，被譽為向自由引導的天空之大帝
- 在地下城尋求邂逅是否搞錯了什麼
  - 掌管公會的烏拉諾斯
- 卡片戰鬥先導者
  - 煌天神 烏拉諾斯、創天光神 烏拉諾斯